# آلدئاسکا
آلدئاسکا دهستانی در استان آبیلای اسپانیا است.
در این دهستان ۳۲۷ نفر زندگی می‌کنند. مساحت این دهستان ۲۴٫۳۲ کیلومتر مربع است.